# A8 (België)
De A8, ook wel La Hennuyère genoemd, is een Belgische autosnelweg. Ze begint iets ten zuidwesten van Brussel, namelijk in Halle, en wordt verbonden met de Brusselse ring door de N203a. De weg loopt naar het Henegouwse Doornik en heeft als eindpunt de Franse grens nabij Blandain. De weg valt samen met de E429.
Op de A8 wordt schaduwtol geheven door het bedrijf SOFICO op het gedeelte Gellingen - Hacquegnies. Opmerkelijk is het ontbreken van verlichting langs grote delen van deze autosnelweg. Voorbij Edingen en ter hoogte van Knooppunt Marquain is er een tankstation-winkel-complex te vinden van deze autosnelweg.
De nummering van de afritten sluit aan bij die van de A16 : op beide snelwegen is de afrit Kaïn afrit nr. 33.

## Geschiedenis

### Tracé
De A8 kwam al voor in het autosnelwegenprogramma van 1960. Hierin werd een snelweg voorzien van Brussel via Doornik naar Rijsel. Ten noordoosten van Doornik zou de A9 zich afsplitsen richting Kortrijk. In 1972 werd het tracé meer in detail vastgelegd. De A8 zou vertrekken op de Brusselse ring bij Anderlecht om dan via het Pajottenland en Lessen naar Doornik te gaan. Er werden knooppunten voorzien bij Anderlecht, Doornik en Marquain. Deze zouden alle drie gebouwd worden. Knooppunt Anderlecht is in gebruik als op- en afrit op de Brusselse ring. De A9, in het plan van 1972 hernoemd naar A57, zou meer oostelijk afsplitsen, tussen Geraardsbergen en Ronse, om dan via Oudenaarde, Waregem en Roeselare naar Veurne te gaan.
In het autosnelwegenprogramma van 1973 werd de A8 behouden, maar werd de A9 of A57 afgevoerd. In 1975 werd in Anderlecht alvast het knooppunt met de R0 gebouwd. Er kwam echter sterk protest tegen de A8, die dwars door het Pajottenland zou gaan en het landschap zou aantasten. Daarom werd er voor een meer zuidelijke ligging van de A8 geijverd, ten zuiden van Edingen. In 1975 was er immers al een expresweg afgewerkt van Halle tot voorbij Edingen. Deze expresweg was gebouwd met een 2x2-profiel en ongelijkvloerse kruisingen en verving de oude steenweg N8 (sinds 1985 de N7). De gemeenten in het zuidoosten van de provincie van Oost-Vlaanderen waren wel voor het originele tracé, dat onder andere Geraardsbergen beter zou ontsluiten.
Minister Louis Olivier kiest in 1976 voor het zuidelijk tracé, waarbij de reeds gebouwde expresweg werd ingeschakeld. Hierbij wordt de A8 eveneens gedegradeerd tot expresweg, ook al was de expresweg tot Edingen al uitgevoerd met een autosnelwegprofiel. Deze degradatie werd in 1978 al opnieuw ongedaan gemaakt.

### Probleem Halle
Aangezien de omleiding rond Halle in 1970 werd aangelegd als expresweg met veel gelijkvloerse kruisingen, stelde de vraag zich hoe de A8 op de R0 zou aangesloten worden. Aanvankelijk stelt men voor om de bestaande omleiding om te bouwen tot autosnelweg door de kruispunten te ondertunnelen. De omleiding liep langs enkele zuidelijke woonwijken van Halle, waardoor het stadsbestuur zo'n ombouw echter niet zag zitten. Daarom werd eerst de verbinding Quenast - Hoog-Itter (A202) onderzocht. De bevoegdheid voor de aanleg van autosnelwegen werd aan het begin van de jaren 80 geregionaliseerd. Vlaanderen bleef erbij dat een ombouw tot autosnelweg van de omleiding bij Halle niet wenselijk was. Maar ook het Waalse Gewest was geen voorstander van de aanleg van de A202 zodat de afwerking van de autosnelweg aan het oostelijke einde werd uitgesteld. De snelweg tussen Halle en Doornik werd door beperkte kredieten bij het Waals Gewest pas afgewerkt op 7 april 2000.
In 2007 werd de afwerking van de snelweg bij Halle door het Vlaams Gewest terug op de agenda geplaatst in het kader van het 'zwarte punten'-programma. In een streefbeeldstudie werd de eerdere visie bevestigd: een ombouw van de omleiding bij Halle tot autosnelweg was niet haalbaar. Daarom stelde het departement MOW en het agentschap infrastructuur Vlaams-Brabant een verlengde A8 tot knooppunt Hoog-Itter (de A202) voor. Bovendien bleef zo de keuze voor beide zijden van de R0 open. Er werd gevraagd dat het Vlaams Gewest deze visie (opnieuw) besprak met het Waals Gewest. Uiteindelijk werd in 2011 toch beslist om de A8 via Halle met de R0 te verbinden via het tracé van de N203a. Deze zal in een (relatief dure) tunnel aangelegd worden nabij de stadskern van Halle. Door een tekort aan middelen bij de Vlaamse Regering zijn deze werken voorlopig uitgesteld. Vanaf 2029 zouden de werken aan dit stuk snelweg beginnen. 